# ماتسوئه ۸۱۱۳
سیارک ۸۱۱۳ (به انگلیسی: 8113 Matsue، نامگذاری:1996HD1) هشت هزار و صد و سیزدهمین سیارک کشف شده‌است که در ۲۱ آوریل ۱۹۹۶ کشف شد.
قدر مطلق سیارک برابر ۱۴٫۴۰ است.